# WWE Royal Rumble (2023)
Der 36. WWE Royal Rumble 2023 war eine Wrestling-Veranstaltung der WWE, die als Pay-per-View auf dem WWE Network und dem Streaming-Portal Peacock ausgestrahlt wurde. Sie fand am 28. Januar 2023 im Alamodome in San Antonio, Texas, Vereinigte Staaten statt. Es war die 36. Austragung des Royal Rumble seit 1988. Die Veranstaltung fand zum sechsten Mal in Texas statt.

## Hintergrund
Im Vorfeld der Veranstaltung wurden fünf Matches angesetzt. Diese resultierten aus den Storylines, die in den Wochen vor dem Royal Rumble bei Raw und SmackDown, den wöchentlichen Shows der WWE, gezeigt wurden. Als Hauptkampf wurde ein traditionelles Royal-Rumble-Match, eine 30-Mann-Battle-Royal angesetzt.

## Ergebnisse
| Matchart                                                   |                   |      |                           | Zeit  |
| ---------------------------------------------------------- | ----------------- | ---- | ------------------------- | ----- |
| 30-Mann-Royal-Rumble-Match                                 | Cody Rhodes       | bes. | Gunther und 28 weitere    | 71:40 |
| The Pitch Black Match                                      | Bray Wyatt        | bes. | LA Knight                 | 5:00´ |
| Singles-Match um die Raw Women’s Championship              | Bianca Belair (C) | bes. | Alexa Bliss               | 7:30  |
| 30-Frauen-Royal-Rumble-Match                               | Rhea Ripley       | bes. | Liv Morgan und 28 weitere | 61:05 |
| Singles-Match um die Undisputed WWE Universal Championship | Roman Reigns (C)  | bes. | Kevin Owens               | 19:20 |

### Royal-Rumble-Match (Männer)
| #  | Name             | Brand     | Eliminiert als | Eliminiert durch                | Zeit im Ring | Eliminierungen |
| -- | ---------------- | --------- | -------------- | ------------------------------- | ------------ | -------------- |
| 01 | Gunther          | SmackDown | 29.            | Cody Rhodes                     | 71:14        | 05             |
| 02 | Sheamus          | SmackDown | 21.            | Gunther                         | 52:30        | 03             |
| 03 | The Miz          | Raw       | 01.            | Sheamus                         | 05:30        | 0              |
| 04 | Kofi Kingston    | SmackDown | 04.            | Gunther                         | 15:15        | 0              |
| 05 | Johnny Gargano   | Raw       | 14.            | Dominik Mysterio und Finn Bálor | 30:30        | 0              |
| 06 | Xavier Woods     | SmackDown | 03.            | Gunther                         | 10:45        | 0              |
| 07 | Karrion Kross    | SmackDown | 02.            | Drew McIntyre                   | 05:00        | 0              |
| 08 | Chad Gable       | Raw       | 06.            | Brock Lesnar                    | 09:17        | 0              |
| 09 | Drew McIntyre    | SmackDown | 22.            | Gunther                         | 39:40        | 03             |
| 10 | Santos Escobar   | SmackDown | 05.            | Brock Lesnar                    | 05:28        | 0              |
| 11 | Angelo Dawkins   | Raw       | 07.            | Brock Lesnar                    | 03:33        | 0              |
| 12 | Brock Lesnar     | Raw       | 08.            | Bobby Lashley                   | 03:25        | 03             |
| 13 | Bobby Lashley    | Raw       | 10.            | Seth Rollins                    | 07:45        | 01             |
| 14 | Baron Corbin     | Raw       | 09.            | Seth Rollins                    | 00:06        | 0              |
| 15 | Seth Rollins     | Raw       | 27.            | Logan Paul                      | 39:20        | 02             |
| 16 | Otis             | Raw       | 12.            | Drew McIntyre und Sheamus       | 03:38        | 0              |
| 17 | Rey Mysterio     | SmackDown | 11.            | -                               | 00:00        | 0              |
| 18 | Dominik Mysterio | Raw       | 23.            | Cody Rhodes                     | 27:55        | 01             |
| 19 | Elias            | Raw       | 13.            | Drew McIntyre und Sheamus       | 01:15        | 0              |
| 20 | Finn Bálor       | Raw       | 18.            | Edge                            | 08:30        | 02             |
| 21 | Booker T         | NXT       | 15.            | Gunther                         | 01:25        | 0              |
| 22 | Damian Priest    | Raw       | 17.            | Edge                            | 04:30        | 01             |
| 23 | Montez Ford      | Raw       | 16.            | Damian Priest                   | 01:25        | 0              |
| 24 | Edge             | Raw       | 19.            | Finn Bálor                      | 01:40        | 02             |
| 25 | Austin Theory    | Raw       | 26.            | Cody Rhodes                     | 17:25        | 01             |
| 26 | Omos             | Raw       | 20.            | Braun Strowman                  | 03:40        | 0              |
| 27 | Braun Strowman   | SmackDown | 24.            | Cody Rhodes                     | 12:05        | 02             |
| 28 | Ricochet         | SmackDown | 25.            | Austin Theory                   | 09:40        | 0              |
| 29 | Logan Paul       | Raw       | 28.            | Cody Rhodes                     | 11:30        | 01             |
| 30 | Cody Rhodes      | Raw       | 0–             | Sieger                          | 16:20        | 05             |

### Royal-Rumble-Match (Frauen)
| #  | Name             | Brand      | Eliminiert als | Eliminiert durch            | Zeit im Ring | Eliminierungen |
| -- | ---------------- | ---------- | -------------- | --------------------------- | ------------ | -------------- |
| 01 | Rhea Ripley      | Raw        | 0–             | Siegerin                    | 61:05        | 06             |
| 02 | Liv Morgan       | SmackDown  | 29.            | Rhea Ripley                 | 61:05        | 02             |
| 03 | Dana Brooke      | Raw        | 02.            | Bayley, Dakota Kai, Iyo Sky | 12:22        | 0              |
| 04 | Emma             | SmackDown  | 03.            | Dakota Kai                  | 10:50        | 0              |
| 05 | Shayna Baszler   | SmackDown  | 06.            | Bayley, Dakota Kai, Iyo Sky | 13:49        | 0              |
| 06 | Bayley           | Raw        | 13.            | Liv Morgan                  | 27:55        | 05             |
| 07 | B-Fab            | SmackDown  | 01.            | Rhea Ripley                 | 01:15        | 0              |
| 08 | Roxanne Perez    | NXT        | 04.            | Bayley, Dakota Kai, Iyo Sky | 05:05        | 0              |
| 09 | Dakota Kai       | Raw        | 10.            | Becky Lynch                 | 22:35        | 05             |
| 10 | Iyo Sky          | Raw        | 11.            | Becky Lynch                 | 21:20        | 05             |
| 11 | Natalya          | SmackDown  | 05.            | Bayley, Dakota Kai, Iyo Sky | 03:40        | 0              |
| 12 | Candice LeRae    | Raw        | 07.            | Iyo Sky                     | 05:45        | 0              |
| 13 | Zoey Stark       | NXT        | 16.            | Sonya Deville               | 27:07        | 0              |
| 14 | Xia Li           | SmackDown  | 14.            | Zelina Vega                 | 16:05        | 0              |
| 15 | Becky Lynch      | Raw        | 12.            | Bayley                      | 11:25        | 02             |
| 16 | Tegan Nox        | SmackDown  | 08.            | Asuka                       | 04:14        | 0              |
| 17 | Asuka            | Raw        | 28.            | Rhea Ripley                 | 34:15        | 02             |
| 18 | Piper Niven      | Raw        | 25.            | Raquel Rodriguez            | 28:45        | 01             |
| 19 | Tamina           | Raw        | 15.            | Michelle McCool             | 09:35        | 0              |
| 20 | Chelsea Green    | Free Agent | 09.            | Rhea Ripley                 | 00:05        | 0              |
| 21 | Zelina Vega      | SmackDown  | 17.            | Lacey Evans                 | 12:14        | 01             |
| 22 | Raquel Rodriguez | SmackDown  | 26.            | Rhea Ripley                 | 21:15        | 02             |
| 23 | Mia Yim          | Raw        | 24.            | Piper Niven                 | 18:20        | 01             |
| 24 | Lacey Evans      | SmackDown  | 20.            | Raquel Rodriguez            | 14:35        | 01             |
| 25 | Michelle McCool  | Free Agent | 22.            | Rhea Ripley                 | 14:25        | 01             |
| 26 | Indi Hartwell    | NXT        | 18.            | Sonya Deville               | 05:17        | 0              |
| 27 | Sonya Deville    | SmackDown  | 21.            | Asuka                       | 11:05        | 02             |
| 28 | Shotzi           | SmackDown  | 23.            | Mia Yim                     | 08:16        | 02             |
| 29 | Nikki Cross      | Raw        | 27.            | Liv Morgan                  | 09:35        | 0              |
| 30 | Nia Jax          | Free Agent | 19.            | Restliche Teilnehmer        | 02:55        | 0              |

| Funktion      | Name            |
| ------------- | --------------- |
| Kommentatoren | Pat McAfee      |
| Kommentatoren | Corey Graves    |
| Kommentatoren | Michael Cole    |
| Pre-Show      | Kayla Braxton   |
| Pre-Show      | Kevin Patrick   |
| Pre-Show      | Peter Rosenberg |
| Pre-Show      | Booker T        |
| Pre-Show      | Jerry Lawler    |
| Ringansager   | Mike Rome       |
| Ringansager   | Samantha Irvin  |

## Besonderheiten
- Gunther  stellte einen neuen Rekord im Rumble-Match auf. Mit 71 Minuten stand er länger im Ring, als jeder andere Teilnehmer vor ihm. (Ausgenommen ist der einmal ausgetragene 50-Mann-Rumble 2018, bei dem Daniel Bryan 76 Minuten im Ring stand).[2]
- Booker T trat beim Royal Rumble Match als Überraschungs-Teilnehmer auf.
- Titelsong der Veranstaltung war das Lied Sold Out des Country-/Rock-Sängers Hardy.[3]